# Ез (Приморски Алпи)
Ез (фр. Èze) насеље је и општина у југоисточној Француској у региону Прованса-Алпи-Азурна обала, у департману Приморски Алпи која припада префектури Ница.
По подацима из 2011. године у општини је живело 2550 становника, а густина насељености је износила 269,27 становника/km². Општина се простире на површини од 9,47 km². Налази се на средњој надморској висини од метара (максималној 700 m, а минималној 0 m).

## Демографија
| 1962. | 1968. | 1975. | 1982. | 1990. | 1999. | 2011. |
| ----- | ----- | ----- | ----- | ----- | ----- | ----- |
| 1.494 | 1.792 | 1.860 | 2.063 | 2.446 | 2.509 | 2.550 |

График промене броја становника у току последњих година